# マサオ・アオヤコビ
マサオ・アオヤコビ（Masao Aojakobi，1985年3月30日 - ）は、ドイツ出身のプロレスラー。身長おおよそ175センチメートル。本名をクリスティアン・ミヒャエル・ヤコビ(Christian Michael Jakobi)といい、ドン・ヤコビ(Don Jakobi)やバイオレントJ(Violent J)などのギミックを備え持つ。

## 来歴
ドイツ西部のオーバーハウゼンに生まれ、2000年―14歳の時にプロレスラーの経歴を始動。トレーナーとなったのはビッグ・シック・ベン、ヘイト、ミヒャエル・リップ、およびトーマス・ブレードであった。
2005年から参戦し始めた地元のウエストサイド・エクストリーム・レスリング(wXw)のマットにあっては、その大会群へと単独で出場し、アレックス・ペインやバイオレント・トムなどといった選手らを相手にことごとく敗退。
2008年になるとジュンジ・ホンダことタッシロ・ユングとともに『ホール・パルズ』という名のタッグチームを結成したうえで、wXwのリングを舞台に、ビバ・ラティーノ・ロコ〔バカ・ロコ∽ディエゴ・ラティーノ〕やドクター・ギャングリーン∽バイオレント・トム組やルーク・スタイルズ∽シグマスタ・ラッポ組との抗争を繰り広げた。
この年にはベルジアン・キャッチ・レスリング・フェデレーション(BWS)というベルギーのプロレス団体への一度きりの参戦を行ったうえで、馴染みのバイオレント・トムとの一戦を行い失格試合という結果を残した。 2009年にはフィーンド・レスリング・ジャーマニー(FWG)というプロレス団体に参戦し、師たるヘイトを含む数多の選手らとともにリングへ。
それからというものwXwを主戦場として活動し続け、その副次団体たるウエストサイド・ドージョーを舞台に馴染みのジュンジ・ホンダと組みつつ時には一戦交えつつ、8月になると遂には空位となっていたこの団体の『ジャーマンGジーニアス』という王座を獲得。それから間もなくウエストサイド・ドージョーは閉鎖した。

## 外部
- 公式マイスペース